# Mother Love
Mother Love (français : Amour maternel) est la quatrième chanson de l'album Made in Heaven de Queen, sorti en 1995.

## Histoire
La chanson a été principalement composée par Brian May, mais la participation de Freddie Mercury a été également créditée. Mother Love a été écrite dans un contexte très particulier puisque c'est la dernière chanson chantée par le défunt chanteur de Queen. Dans le documentaire The Days of Our Lives, Brian May a déclaré qu'il écrivait les paroles sur des petits bouts de papier, sans que la mélodie soit préparée, et que Mercury les chantait dans l'instantané. Plus tard, étant à bout de force, Mercury prévient le guitariste qu'il est fatigué et qu'il doit se reposer, mais il ne reviendra plus jamais en studio pour travailler. C'est pourquoi May se destine à terminer la chanson par l'intermédiaire de son chant et boucle la mélodie.

## Composition
La chanson est ainsi interprété par Freddie Mercury, mis à part les vers de fin qui sont chantés par Brian May. Le morceau s'achève avec un véritable retour progressif dans le passé, comprenant de courts extraits du concert de 1986 à Wembley (la phrase murmurée du début de One Vision, l'introduction de Tie Your Mother Down et quelques vocalises entre Mercury et son public à la fin de A Kind of Magic), puis le début de la chanson Goin Back écrite par Carole King et chantée par Freddie Mercury en 1973, avant de se terminer sur les pleurs d'un enfant. La prouesse vocale de Mercury rend la chanson poignante, et c'est dans un pareil contexte que les paroles et ses significations prennent tout leur sens.

## Personnel
- Freddie Mercury : chant
- Brian May : guitare, chant, claviers
- Roger Taylor : percussions
- John Deacon : basse